# Jan van Vlijmen

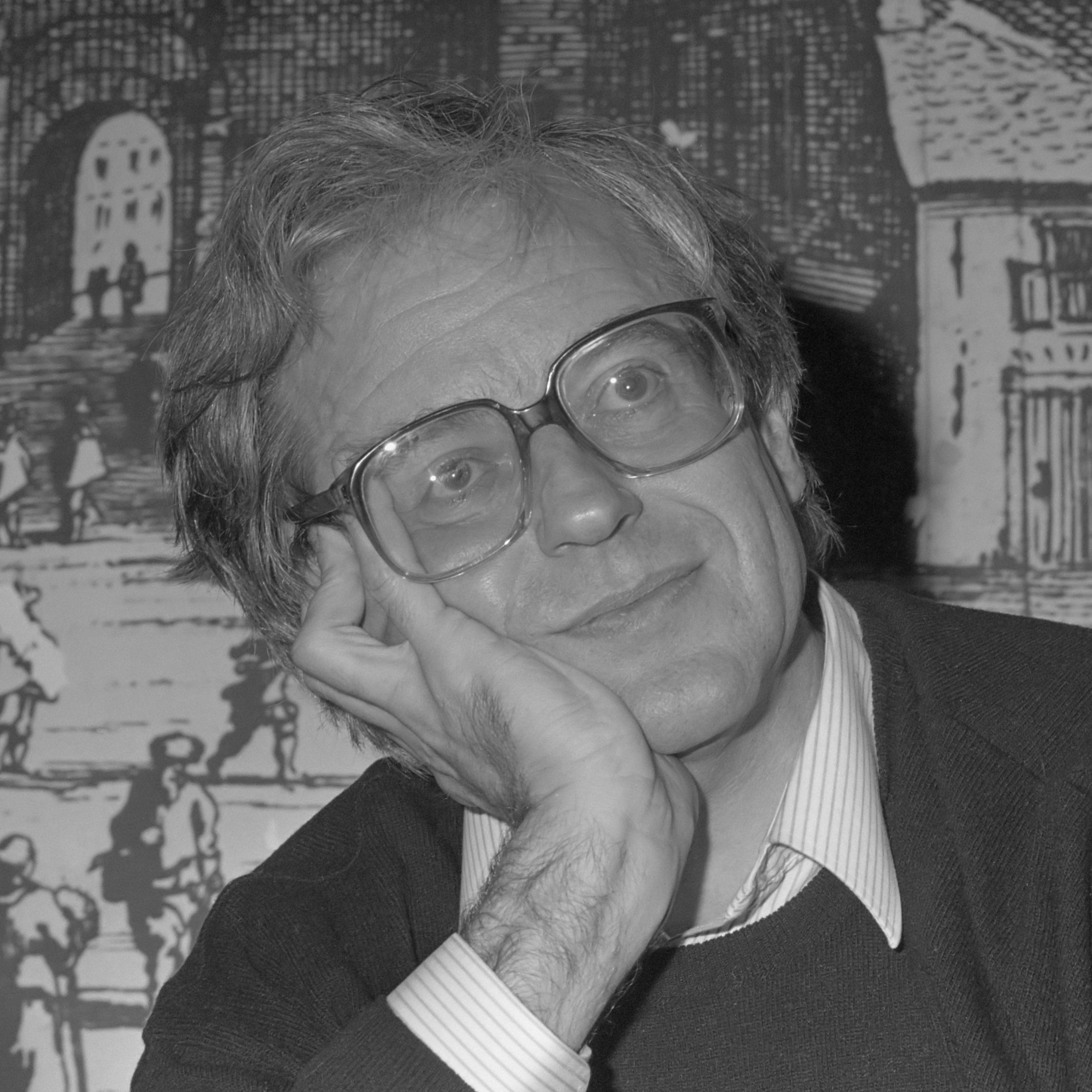
Jan van Vlijmen (1987)

Jan van Vlijmen (* 11. Oktober 1935 in Rotterdam; † 24. Dezember 2004 in Réveillon, Frankreich) war ein niederländischer Komponist.

## Leben
Van Vlijmen, der von der Musik Arnold Schönbergs beeinflusst wurde, komponierte Kammermusikwerke für Orchester und Opern. Er studierte Klavier und Orgel am Conservatorium in Utrecht sowie Komposition bei Kees van Baaren. 1961 wurde er Direktor der „Amersfoortse muziekschool“ und blieb dort bis 1965. Anschließend ging er zurück an das Conservatorium in Utrecht und wurde dort Lehrer. Am 1. September 1967 wurde er in das Koninklijk Conservatorium Den Haag entsandt. Dort übernahm er 1970 nach dem Tod Kees van Baarens dessen Direktorenstelle. 1984 bis 1987 war er Intendant der holländischen Oper. Anschließend war er von 1990 bis 1997 Direktor des holländischen Musik- und Theaterfestivals.
Über die Grenzen der Niederlande hinaus wurde er bekannt durch seinen 1984 uraufgeführten Quaterni-Zyklus. In den Niederlanden machte er sich einen Namen als „Erneuerer der Musikausbildung“, nachdem er Pläne für eine Modernisierung veröffentlichte. Er erhielt zahlreiche Auszeichnungen und Preise für sein Schaffen. Seine letzte Oper „Thyestes“ war ein Auftragswerk der Monnaie Oper Brüssel und der niederländischen Nationale Reisopera, die er 2004 kurz vor seinem Tod fertigstellte.

## Bühnenwerke
- „Reconstructie“ (Libretto Hugo Claus und Harry Mulisch), Moralität in 2 Teilen (29. Juni 1969 Amsterdam, Muziektheater) (zusammen mit Louis Andriessen, Reinbert de Leeuw, Peter Schat und Misha Mengelberg)
- „Axel“ (Libretto, Harry Mulisch), Oper in 3 Akten (10. Juni 1977 in Scheveningen) (mit Reinbert de Leeuw)
- „Un malheureux vêtu de noir“ (Libretto, Johan Thielemans), Oper in 3 Akten (16. Nov. 1990 Amsterdam)
- „Thyeste“ (Libretto, Hugo Claus), Oper (27. Sept. 2005 Brüssel)